# Märrkallarna - Åbergsgrynnan - Mjölskärskallen
Märrkallarna - Åbergsgrynnan - Mjölskärskallen este o arie protejată (arie specială de conservare — SAC, sit de importanță comunitară — SCI) din Finlanda întinsă pe o suprafață de 785,69 ha, integral marine.

## Localizare
Centrul sitului Märrkallarna - Åbergsgrynnan - Mjölskärskallen este situat la coordonatele 60°23′22″N 19°23′22″E / 60.389444°N 19.389444°E.

## Înființare
Situl Märrkallarna - Åbergsgrynnan - Mjölskärskallen a fost declarat sit de importanță comunitară în octombrie 1997 pentru a proteja 1 specie de animale. Situl a fost protejat și ca arie specială de conservare în decembrie 2015.

## Biodiversitate
Situată în ecoregiunea boreală, aria protejată conține 2 habitate naturale: Insulițe și insule mici din Baltica boreală, Recifuri.
La baza desemnării sitului se află o specie protejată de  mamifere: Halichoerus grypus.